# Thorybopus
Thorybopus es un género de moluscos nudibranquios de la familia Discodorididae.

## Diversidad
El género Thorybopus incluye una única especie descrita:
- Thorybopus lophatus Bouchet, 1977